# Telemiño
Telemiño és una cadena de televisió local de Ourense que té llicències TDT a les demarcacions d'Ourense, O Barco de Valdeorras, O Carballiño, Verín i Monforte de Lemos.

## Història
Pertany al grup La Región, propietari dels diaris Atlántico Diario (Vigo) i La Región (Ourense), així com del diari digital. La Región Internacional i la seva corresponent edició quinzenal en paper.
Telemiño va començar a emetre el 31 de maig de 1999 amb només dos programes d'emissió: un informatiu de deu minuts i un festejador anomenat Largar y Largar.
Abans de la primera emissió regular, Telemiño va fer 3 retransmissions en directe: la primera des del Teatre Principal d'Ourense amb motiu de l'obertura de la temporada del Fòrum La Región, la segona des de l'Aula de Cultura de Caixanova, i la tercera del Parc Tecnològic de Galicia, amb motiu de la inauguració de la seu de l'empresa de telecomunicacions Egatel.

## Evolució
A partir d'octubre de 1999, la producció pròpia es va expandir amb l'aparició de nous programes. A part de Noticias Ourense, el més destacat és Cinephilia, que ha estat nominat als Premis Mestre Mateo de 2022.